# Masayuki Naoshima

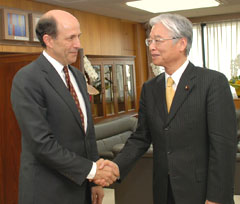
Masayuki Naoshima am 21. Oktober 2009 mit US-Botschafter John Victor Roos

Masayuki Naoshima (jap. 直嶋 正行, Naoshima Masayuki; * 23. Oktober 1945 in Ikeda, Präfektur Osaka) ist ein japanischer Politiker der Minshintō, ehemaliger Abgeordneter des Sangiin, des japanischen Oberhauses, und ehemaliger Wirtschaftsminister seines Landes. In der Partei gehört er zur Kawabata-Gruppe.
Nach dem Abschluss seines Studiums an der betriebswirtschaftlichen Fakultät der Universität Kōbe 1971 arbeitete Naoshima für Toyota Motor. Ab 1984 übernahm er Führungsfunktionen beim „Alljapanischen Verband der Arbeitergewerkschaften in der Automobilindustrie“ (kurz: Jidōsha-Sōren/JAW), 1991 wurde er stellvertretender Vorsitzender.
1992 wechselte Naoshima in die Politik und wurde als Kandidat der Demokratisch-Sozialistischen Partei (DSP) über die Verhältniswahlliste erstmals ins Sangiin gewählt. 1994 wurde er Mitglied der Neuen Fortschrittspartei, 1998 dann zunächst Mitglied der „Neuen Brüderlichkeitspartei“, bevor diese schließlich Teil der Demokratischen Partei wurde. Für die DPJ wurde Naoshima bei den Wahlen von 1998 und 2004 wiedergewählt.
Im Sangiin war Naoshima Mitglied verschiedener Ausschüsse, unter anderem im Finanz-, Verkehrs- und Haushaltsausschuss sowie im Sonderausschuss für die Verfassung. In der Demokratischen Partei gehörte er seit 1999 mehreren Schattenkabinetten als Schatten-Vize-Minister (Staatssekretär) an. 2007 übernahm er den Vorsitz des Politikforschungsrats und wurde außerdem als „der nächste Kabinettssekretär“ vorgestellt.
Nach der Regierungsübernahme der Demokraten im September 2009 wurde Naoshima als Minister für Wirtschaft, Handel und Industrie ins Kabinett Hatoyama berufen. Unter Hatoyamas Nachfolger Naoto Kan wurde er in dessen Kabinett zunächst übernommen, im September 2010 durch Akihiro Ōhata ersetzt.
Bei der Sangiin-Wahl 2016 trat Naoshima nach vier Amtszeiten nicht mehr an.